# اچ‌ام‌اس ئی۵۴
اچ‌ام‌اس ئی۵۴ (به انگلیسی: HMS E54) یک زیردریایی بود که طول آن ۱۸۱ فوت (۵۵ متر) بود. این زیردریایی در سال ۱۹۱۶ ساخته شد.